# Braniște (gmina Podari)
Braniște – wieś w Rumunii, w okręgu Dolj, w gminie Podari. W 2011 roku liczyła 962 mieszkańców.